# Euchaetes scepsiformis
Euchaetes scepsiformis là một loài bướm đêm thuộc phân họ Arctiinae, họ Erebidae.